# Shigeko Kubota
Pour les articles homonymes, voir Kubota (homonymie).
Shigeko Kubota (久保田 成子, Kubota Shigeko), née le 2 août 1937 à Niigata au Japon et morte le 23 juillet 2015 à New York aux États-Unis, est une artiste contemporaine américaine d'origine japonaise utilisant la vidéo, la sculpture, les installations et les performances.

## Biographie
Shigeko Kubota étudie la sculpture à l'université de Tsukuba (Tokyo), puis participe au groupe de musique expérimentale Gurupu Ongaku. Après avoir rencontré John Cage en 1962, elle présente sa première performance solo à Tokyo en 1963: 1st Love, 2nd Love.... Peu après, grâce aux encouragements de Yoko Ono, qui répand les préceptes du collectif Fluxus dans leur pays natal, et à Nam June Paik (qui deviendra son mari), Shigeko Kubota entre en contact avec George Maciunas qui l'invite à venir à New York. Elle s'installe aux États-Unis et devient membre du groupe Fluxus. 
En 1965, lors du Perpetual Fluxus Festival le 4 juillet 1965 à la Film-Makers' Cinematheque de Jonas Mekas à New York, elle réalise la performance Vagina Painting, qui reste la plus connue de ses œuvres. 
Adepte de la performance, son travail prend un tournant à la fin des années 1960 avec l'apparition de la caméra Sony Portapak. Sa première œuvre filmée Marcel Duchamp’s Grave, qui sera transformée en installation en 1975, rend hommage à Marcel Duchamp, artiste qu'elle rencontre quelques années auparavant. Par la suite, elle continue à investir l'univers de Marchel Duchamp et la période Dada, notamment en réalisant sa propre version du Nu descendant l'escalier (Duchampiana: Nude Descending a Staircase, œuvre de 1976 conservée au MoMA). 
Influencée par des artistes incontournables, tels que John Cage, Jackson Pollock et Yves Klein ou Marcel Duchamp, elle demeure une artiste importante de l'avant-garde des années 1960 et 1970.